# Кызыл-Даш
Кызы́л-Даш (азерб. Qızıldaş), также Кызылдаш — посёлок городского типа в административном подчинении Карадагского района города Баку, Азербайджан. Посёлок расположен в 11 км от железнодорожной станции Пута (на линии Баку — Алят).
Статус посёлка городского типа с 1973 года.

## Население
| 1979 | 1989 | 2011 |
| ---- | ---- | ---- |
| 3097 | 3707 | 4400 |